# Mysterna
Mysterna är en tidigare tätort på Hisingen i Göteborgs kommun i Västra Götalands län. Orten räknas från 2015 som en del av tätorten Göteborg. Orten består till stor del av nybyggda[när?] villor och radhus.  Mysterna ligger en kilometer väster om Göta älv, någon kilometer norr om Hisings-Kärra. Namnet Mysterna kommer av myst, som betecknar en liten mosse. I utkanten av orten ligger Svankälla våtmarkspark.
I kommunens administrativa indelning ligger Mysterna i primärområdet Kärra inom stadsdelsnämndsområdet Norra Hisingen.

## Befolkningsutveckling
År 1990 räknades Mystena som småort med namnet Mysterna + Svankällan.
| Befolkningsutvecklingen i Mysterna 1990–2010                       | Befolkningsutvecklingen i Mysterna 1990–2010 | Befolkningsutvecklingen i Mysterna 1990–2010 | Befolkningsutvecklingen i Mysterna 1990–2010 | Befolkningsutvecklingen i Mysterna 1990–2010 |
| ------------------------------------------------------------------ | -------------------------------------------- | -------------------------------------------- | -------------------------------------------- | -------------------------------------------- |
|                                                                    |                                              |                                              |                                              |                                              |
| År                                                                 |                                              |                                              | Folkmängd                                    | Areal (ha)                                   |
| 1990                                                               | 1990                                         |                                              | 260                                          | 34#                                          |
| 1995                                                               | 1995                                         |                                              | 564                                          | 43                                           |
| 2000                                                               | 2000                                         |                                              | 1 264                                        | 55                                           |
| 2005                                                               | 2005                                         |                                              | 2 969                                        | 103                                          |
| 2010                                                               | 2010                                         |                                              | 3 418                                        | 107                                          |
| Anm.: Ny tätort 1995. Sammanvuxen med Göteborg 2015. # Som småort. |                                              |                                              |                                              |                                              |